# یان هویی

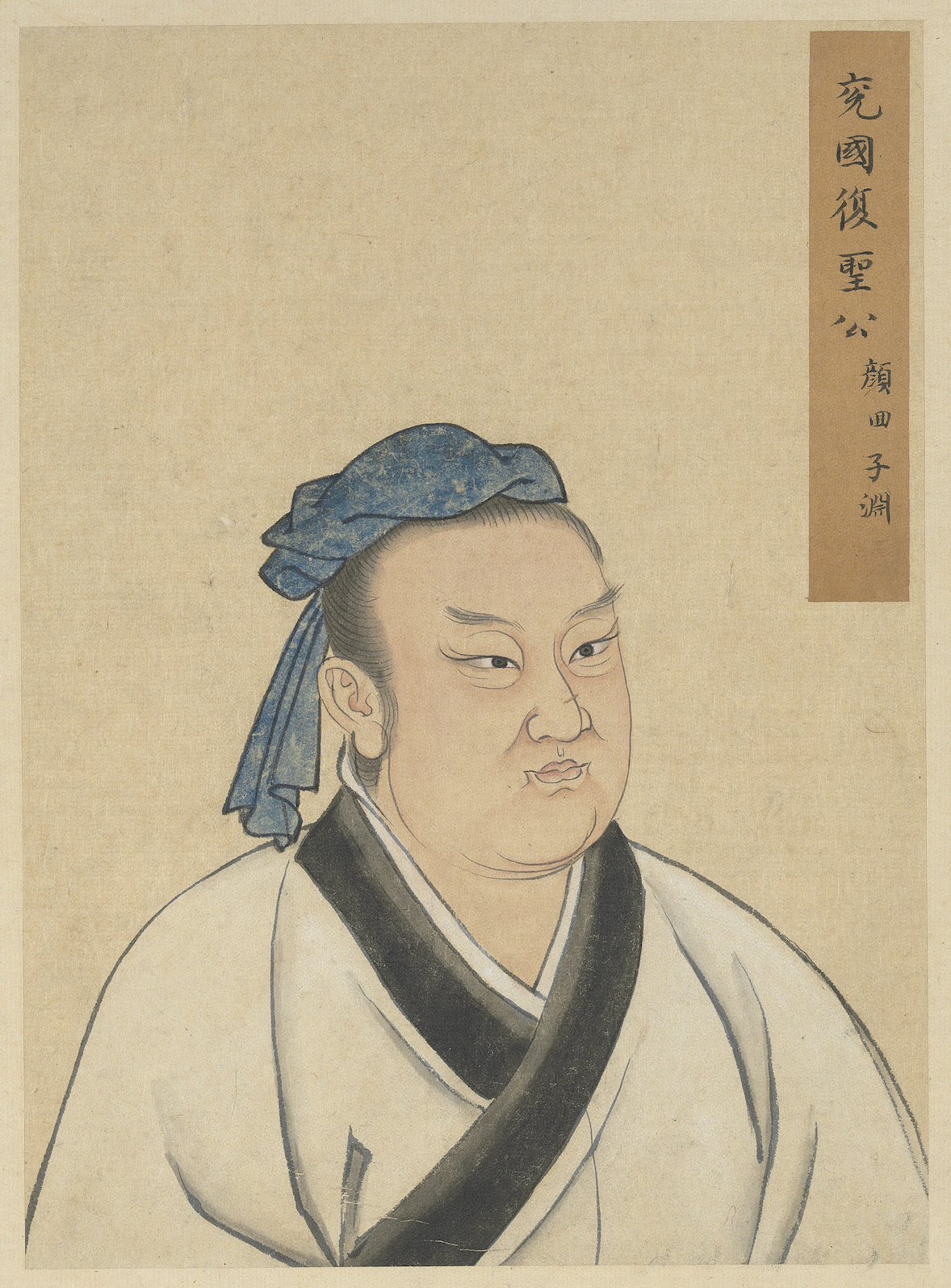
تصویر یان هویی.

یان هویی (۴۸۱–۵۲۱ قبل از میلاد) فیلسوف چینی و بهترین شاگرد کنفسیوس در میان دوازده شاگرد او محسوب می‌شود. یان هویی همچنین در زمره مقدسین معبد کنفسیوس می‌باشد. معبد دیگری در شهر کنفو به نام او ساخته شده‌است.